# Theresa Montefusco
Theresa Marie Montefusco (Peoria, 18 de junho de 1941) é uma ex-ginasta norte-americana.
Montefusco fez parte da equipe estadunidense que disputou os Jogos Pan-americanos de Chicago, em 1959. Na ocasião, conquistou a medalha de ouro por equipes, em prova disputada diretamente contra o Canadá, já que não havia outras seleções. Nas finais por aparelhos, foi mehalhista de prata no solo e uma segunda vitória, na trave de equilíbrio. No ano seguinte, disputou os Jogos Olímpicos de Verão de Roma sem subir ao pódio.